# Cellaria sobrinoi
Cellaria sobrinoi is een mosdiertjessoort uit de familie van de Cellariidae. De wetenschappelijke naam van de soort is voor het eerst geldig gepubliceerd in 2000 door Lopez de la Cuadra & Garcia-Gomez.